# Marco Antonio Ferro
Marco Antonio Ferro  (* nach 1600; † 1662 in Wien) war ein italienischer Komponist und Lautenist des Barocks.

## Leben
Marco Antonio Ferro wirkte als Lautenist in Wien, im Vorwort seiner einzigen bekannten Sammlung bezeichnete er sich als „Cavalier Aurato“ (Ritter vom goldenen Sporn) und „Conte Palatino Cesarea“, folglich gehörte er zu den höher gestellten Höflingen am Hofe Kaiser Ferdinand III. Ferro, über dessen Herkunft nichts bekannt ist, komponierte Musik im venezianischen Stil. Er war in den Jahren von 1642 bis 1652 und von Oktober 1658 bis 1662 Mitglied der Wiener Hofmusikkapelle. 

## Werk
Sein einziges bekanntes Werk ist die Sammlung „Sonate a due, tre, quattro strumenti e basso continuo“ Op. 1, 1649 in Venedig gedruckt. Jede der 12 einsätzigen Sonaten besteht dem damaligen Stil entsprechend aus vier bis fünf Sektionen, in denen sich homophone langsame Teile und fugierte Allegros abwechseln. Sämtliche Werke sind aus kompositorischer Sicht recht schlicht gehalten. In der 6. Sonate findet sich eines der frühesten Beispiel des Laufbasses. Sprühende Abschnitte und unvermittelte Dissonanzen, extravagante und bizarre Einfälle sind charakteristisch für den Stil Ferros, was der Musikwissenschaftler Hugo Riemann Ende des 19. Jahrhunderts etwas verächtlich als „Flicken-Sonate, ähnlich dem Kostüm eines Harlekins“ bezeichnete.